# Palaiargia ernstmayri
Palaiargia ernstmayri – gatunek ważki z rodziny pióronogowatych (Platycnemididae). Występuje w górach Arfak na półwyspie Ptasia Głowa w indonezyjskiej części Nowej Gwinei.